# Saison 1904-1905 des Sénateurs d'Ottawa
Autres saisons
Saison précédente Saison suivante
La saison 1904-1905 de hockey sur glace est la vingtième à laquelle participent le Club de hockey d'Ottawa.

## Classement
| Clt   | Équipe                       | PJ | V | D | N | BP | BC | Pts |
| ----- | ---------------------------- | -- | - | - | - | -- | -- | --- |
| +001, | Club de hockey d'Ottawa      | 8  | 7 | 1 | 0 | 60 | 19 | -   |
| +002, | Wanderers de Montréal        | 8  | 6 | 2 | 0 | 44 | 27 | -   |
| +003, | Club de hockey de Brockville | 8  | 4 | 4 | 0 | 34 | 30 | -   |
| +004, | Club de hockey de Cornwall   | 8  | 3 | 5 | 0 | 18 | 37 | -   |
| +005, | Montagnards de Montréal      | 8  | 0 | 8 | 0 | 19 | 62 | -   |

- Champion de la LFHA

## Meilleurs marqueurs
| Joueur         | PJ | B  |
| -------------- | -- | -- |
| Frank McGee    | 6  | 17 |
| Harry Westwick | 8  | 15 |
| Alf Smith      | 8  | 13 |
| Samuel Shore   | 3  | 6  |

## Matchs après matchs
| No | Date        | Visiteurs   | Résultat | Domicile    | Fiche |
| -- | ----------- | ----------- | -------- | ----------- | ----- |
| 1  | 7 janvier   | Wanderers   | 3-9      | Ottawa      | 1-0-0 |
| 2  | 23 janvier  | Ottawa      | 3-5      | Brockville  | 1-1-0 |
| 3  | 1er février | Ottawa      | 7-2      | Cornwall    | 2-1-0 |
| 4  | 4 février   | Montagnards | 4-11     | Ottawa      | 3-1-0 |
| 5  | 8 février   | Brockville  | 0-7      | Ottawa      | 4-1-0 |
| 6  | 11 février  | Ottawa      | 4-2      | Wanderers   | 5-1-0 |
| 7  | 24 février  | Cornwall    | 0-9      | Ottawa      | 6-1-0 |
| 8  | 3 mars      | Ottawa      | 7-3      | Montagnards | 7-1-0 |

## Effectif
- Gardien de buts : Dave Finnie
- Défenseurs : Harvey Pulford, Arthur Moore et Rod Kennedy
- Attaquants : Frank McGee, Harry Westwick, Angus Allen, Billy Bawlf, Billy Gilmour, Horace Gaul, Samuel Shore, D. McErnie et Alf Smith